# Efalizumab
L'efalizumab è un anticorpo monoclonale umanizzato che influenza la risposta immunitaria dell'individuo, utilizzato in passato per combattere malattie autoimmuni a sintomatologia cutanea come la psoriasi. Tale farmaco veniva assunto per autosomministrazione domiciliare per via sottocutanea. Sviluppato dalla società di biotecnologie Genentech, è stato commercializzato da quest'ultima nell'area USA/LATAM; e da Serono nel resto del mondo, in entrambi i casi sotto il nome di Raptiva. In seguito alla manifestazione di effetti collaterali gravi, il farmaco è stato ritirato dal commercio nel 2009.

## Indicazioni
Viene utilizzato come terapia contro la psoriasi, quando gli altri medicinali non hanno fornito gli effetti desiderati

## Controindicazioni
Da evitare in caso di piastrinopenia, e anche se la persona soffre di insufficienza renale ed epatica, si sconsiglia l'uso in caso di gravidanza e allattamento materno.

## Dosaggi
- per iniezione sottocutanea 700 ug/kg da aumentare in seguito a 1 mg

## Effetti indesiderati
Fra gli effetti indesiderati si ritrovano astenia, leucocitosi, trombocitopenia, artralgia, encefalopatia progressiva multifocale.

## Sospensione dell'autorizzazione alla commercializzazione
Il Comitato per i Prodotti Medicinali per Uso Umano (CHMP) dell'Agenzia Europea dei Medicinali (EMEA) ha analizzato le informazioni disponibili sulla sicurezza dell'efalizumab (nome commerciale raptiva) ed ha concluso che allo stato attuale delle conoscenze i benefici del farmaco non ne superano più i rischi. L'Agenzia europea per i medicinali (EMEA) ha quindi raccomandato la sospensione dell'autorizzazione alla commercializzazione del prodotto.
Nel giugno 2009 la società farmaceutica sospenderà volontariamente a distanza di poche settimane rispetto al ritiro europeo la commercializzazione del farmaco anche in America visti i possibili gravi effetti collaterali del farmaco.

### Efalizumab
- (EN) Bernd Meibohm, Pharmacokinetics and pharmacodynamics of biotech drugs: principles and case studies in drug development[collegamento interrotto], Wiley-VCH, 2006,  pp. 316–, ISBN 978-3-527-31408-9.
- (EN) Helen Liapis, Hanlin Wang e Jon H. Ritter, Pathology of Solid Organ Transplantation, Springer, 7 gennaio 2011,  pp. 24–, ISBN 978-3-540-79342-7.
- (EN) Yoshiki Miyachi, Therapy of Skin Diseases, Springer, 3 novembre 2009,  pp. 31–, ISBN 978-3-540-78813-3. URL consultato il 27 marzo 2011.